# Selasphorus ardens
Selasphorus ardens là một loài chim trong họ Trochilidae.
Loài chim này chỉ được tìm thấy ở Panama. Môi trường sống tự nhiên của loài này là cận nhiệt đới hoặc cận nhiệt đới trên cao cây bụi. Loài chim này bị đe dọa do mất môi trường sống.